# Jacques Lagniet
Jacques Lagniet, también conocido como Jacques Lagnier, Jacques L'Agniet o incluso Jacques Laignet, nacido hacia 1600  o 1620 en París y fallecido en la misma ciudad el 10 de abril de 1675, fue un grabador en cobre, caricaturista, editor y comerciante de grabados y mapas geográficos franceses . Estaba especialmente especializado en grabados populares con una finalidad satírica y humorística.

## Biografía
Parisino, se estableció desde 1647 y al menos hasta 1650 en la calle Saint-Martin, parroquia de Saint-Nicolas-des-Champs . Luego se instaló cerca de For-l'Évêque, en el Quai de la Mégisserie donde permaneció hasta su muerte en 1675.
Nicolas Guérard trabajó durante un tiempo en su taller. Se le considera su sucesor en el campo del grabado de moralejas y dichos.

## Producción editorial
Jacques Lagniet trabajó en varios ámbitos de la edición.

### Mapas militares y planos geográficos.
En particular, publicó numerosos mapas militares y planos geográficos, entre los que encontramos :
- Mapa general de Francia con sus adquisiciones en Alemania, Lorena, Países Bajos así como en España e Italia (1670) (consultar online)
- Cursos del Loira y Ducado de Anjou. Por Sr. du Val, geografía de Roy (1668) (consultar online)
- Descripción exacta y específica de las costas y puertos de Bayona, San Juan de Luz, Labor, Hondarribia y alrededores (consultar online)
- África, por Sieur Du Val, geógrafo ordinario del Rey (consulta online)

### Novelas picarescas

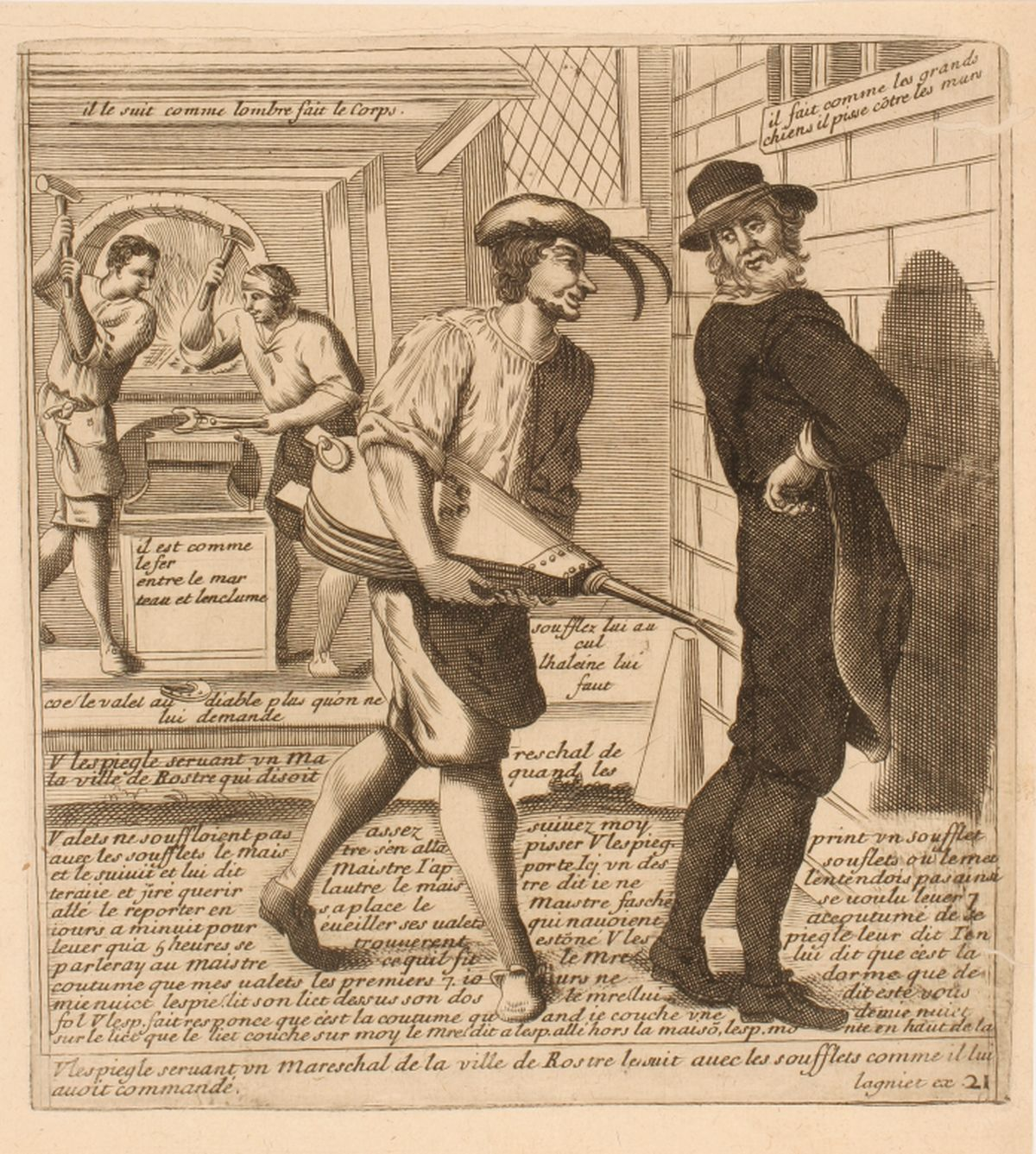
Grabado que ilustra el “ Historia de vida de Tiel Wlespiegle » en una edición de la Colección de Proverbios de 1663.

También publicó ediciones ilustradas de novelas populares con una dimensión cómica, asociándose en particular con los grabadores Jérôme David (1605?-1670?) y Pierre Richer (16..?-16..?). Nosotros contamos :
- Las aventuras del célebre caballero don Quijote de la Mancha y de Sancho Pansa su escudero (consultar online), publicada en 1650 por Boissevin, « rue petit pont au caldero » . Se trata de un volumen compuesto por 38 grabados realizados por Jérôme David y por él mismo [3] a partir del texto de Cervantes .
- La vida de Tiel Wlespiegle (consultar online) , extraído de las aventuras de Till the Travieso .
- Historia del Cómic de Francion (consulta online) .
- El aventurero de Buscón.

### Colección de los refranes más famosos.
Es mejor conocido por haber editado la Colección de proverbios más ilustres . Este último lo componen 123 platos salpicados de refranes, refranes, términos picantes y otros tantos lenguajes de la clase trabajadora de la época,  . Está dividido en tres partes de unos cuarenta tableros cada una. :
- Proverbios morales ,
- Proverbios alegres,
- La vida de los mendigos en proverbios .

Publicado hacia 1663, contiene grabados realizados entre 1657 y 1663 y otros que parecen anteriores en su estilo y forma de caricaturizar a los españoles 
Además, determinadas ediciones de la Colección de los Proverbios más ilustres contienen también grabados de sus anteriores ediciones de novelas picarescas ( L'Aventurier Buscon, L'Histoire musicale de Francion, Les Advantures du célebre Chevalier Don Quijot de la Manche y Sancho Pansa su escudero, La vida de Tiel Wlespiegle) . Estos se acercan a la ilustración cómica de los refranes por su aspecto popular y cómico.
Además de los pocos grabados de Lagniet, este último se asocia con artistas con los que está acostumbrado a trabajar, como Jérôme David, o incluso con grabadores como Esme Boulonnois, Louis Richer o quizás Gabriel Ladame, que se escondería detrás de las iniciales "GD" después de Vanessa Selbach, conservadora de la Bibliothèque nationale de France.

Las colecciones de proverbios fueron particularmente populares en las décadas de 1640 y 1650 porque combinaban mensajes moralistas con humor descarado y abordaban de manera crítica temas como la medicina, la justicia, las mujeres y ciertas desigualdades e injusticias sociales. Como tales, son fuentes particularmente valiosas para los historiadores, ya que brindan información sobre las costumbres y mentalidades de la época que describen. Jacques Lagniet también ha sido estudiado en varias tesis de historia social, como la de Charlotte Fuchs (2018) sobre la figura de la musaraña en el siglo XVII y Matthieu Lecouttre (2010) sobre la embriaguez en los siglos XVI y XVII.

Proverbios dirigidos a la sátira social
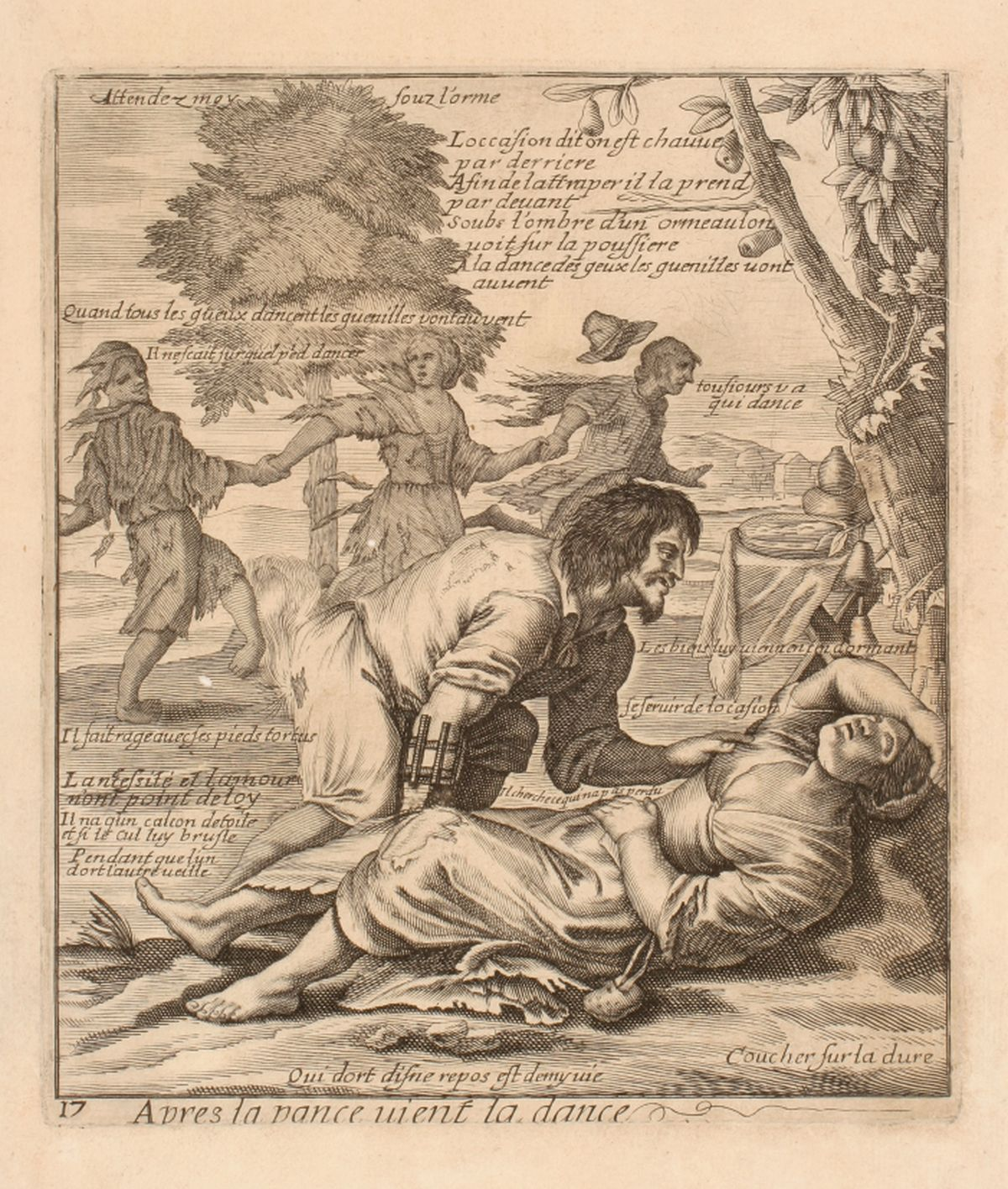
“Después del baile viene el baile”, aguafuerte, 19,8 x 17,3 cm, Nancy, Museo de Bellas Artes
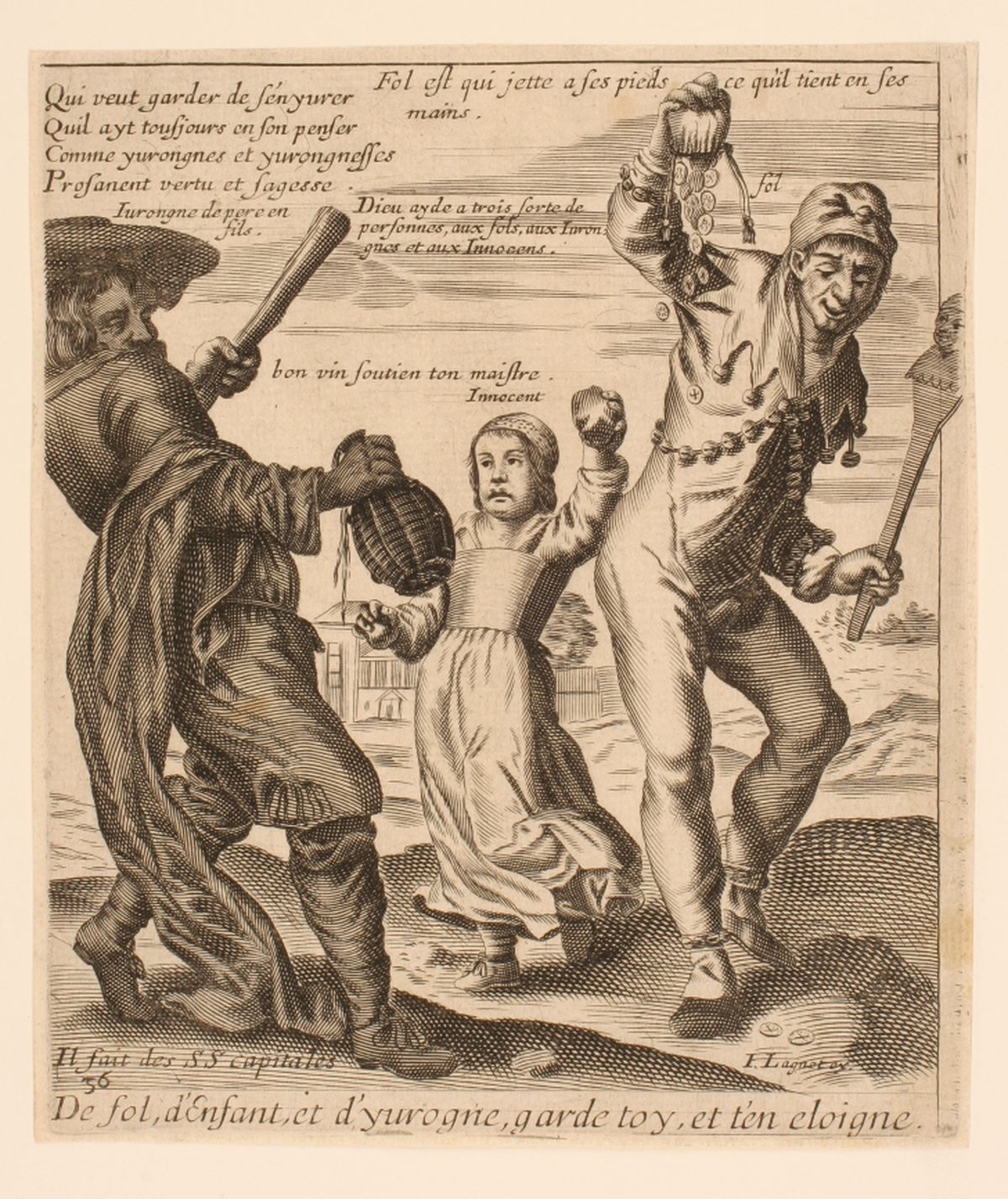
“De tonto, de Niño y de yurogne, garante et aléjate de ello”, acuarela, 19,8 x 16,5 cm, Nancy, Museo de Bellas Artes
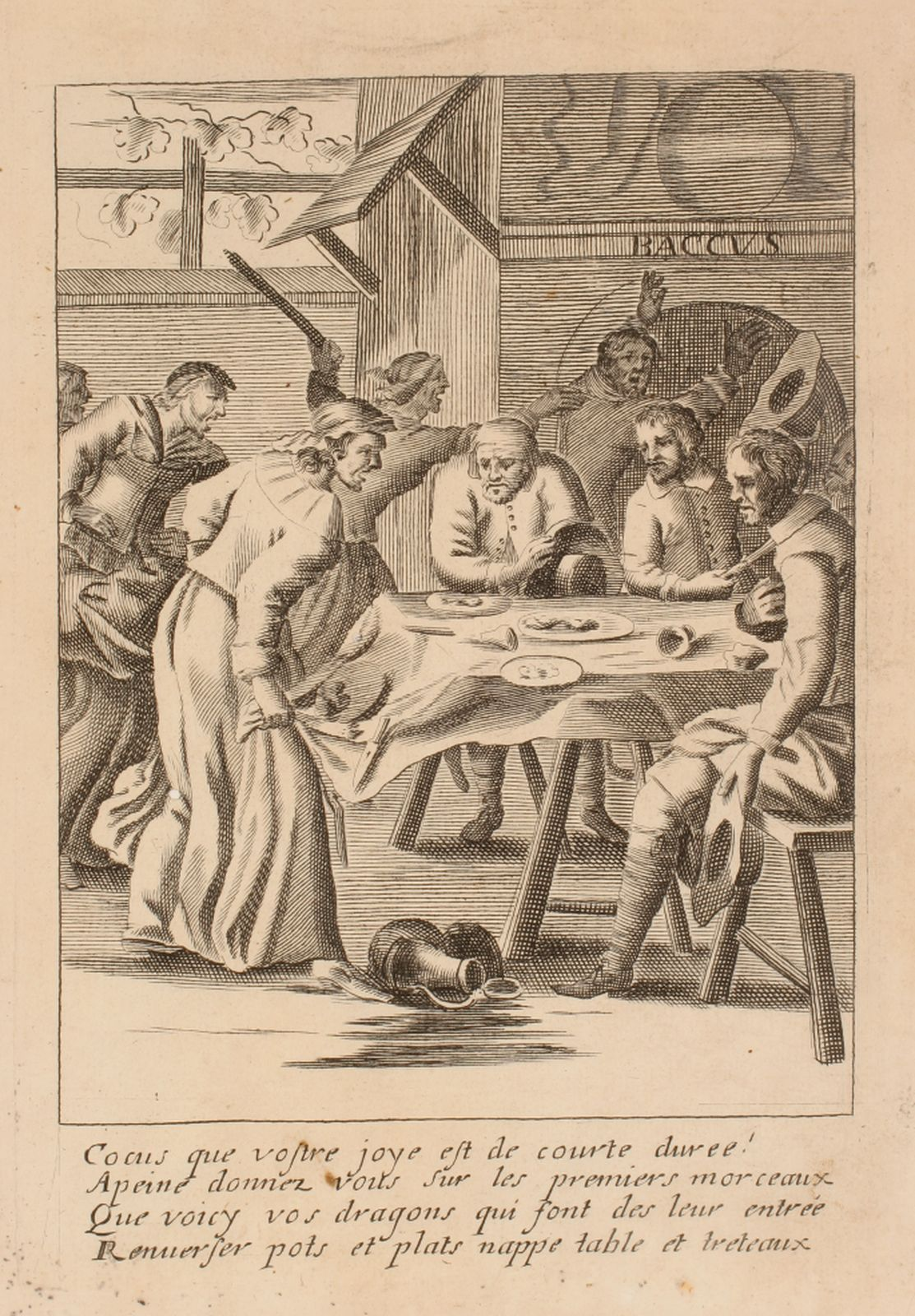
"Cornudo que tu alegría eres efímera !”, aguafuerte, 14,1 x 20,4 cm, Nancy, Museo de Bellas Artes
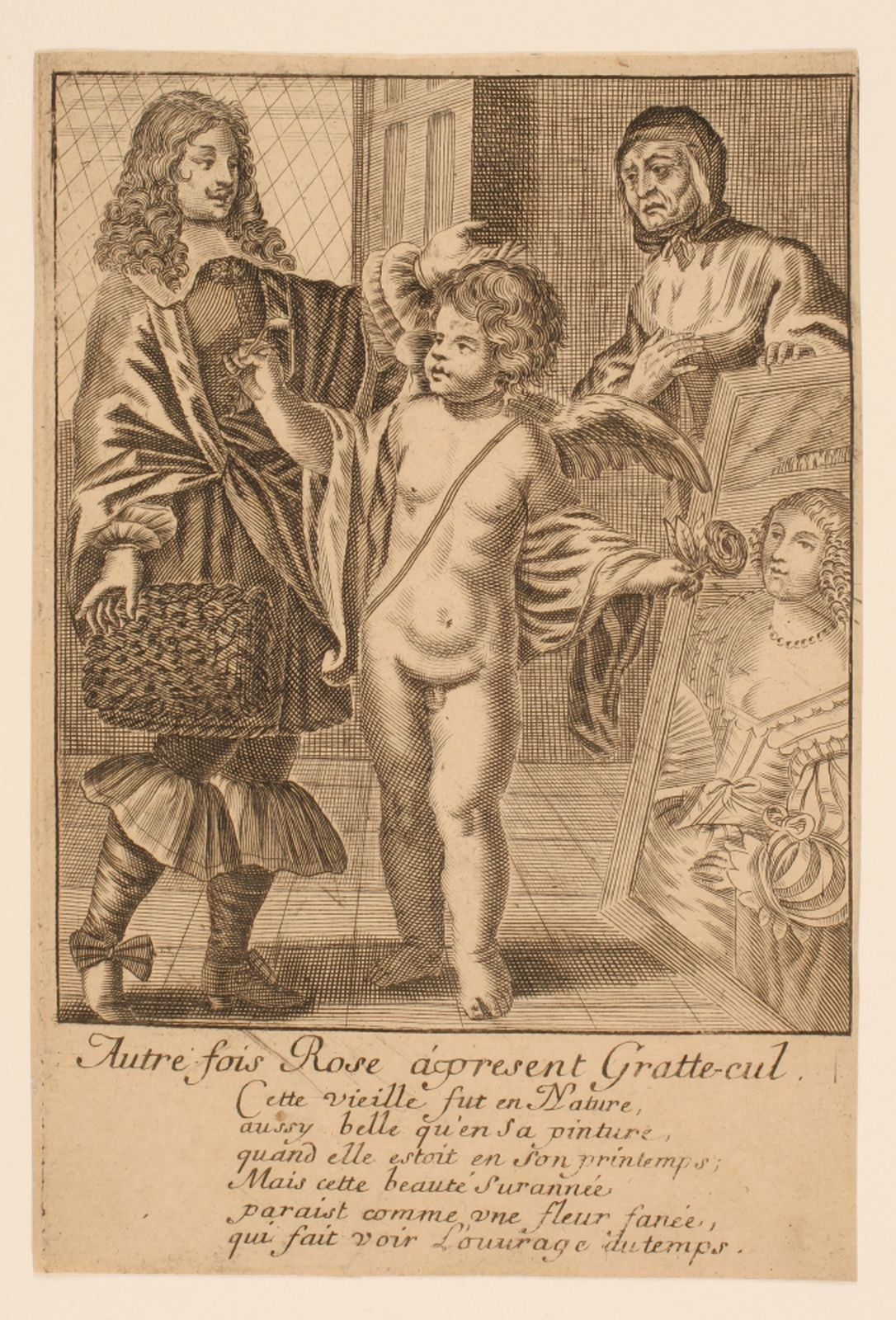
“Una vez rosa, ahora Scratch-ass”, grabado, 19,2 x 12,9 cm, Nancy, Museo de Bellas Artes
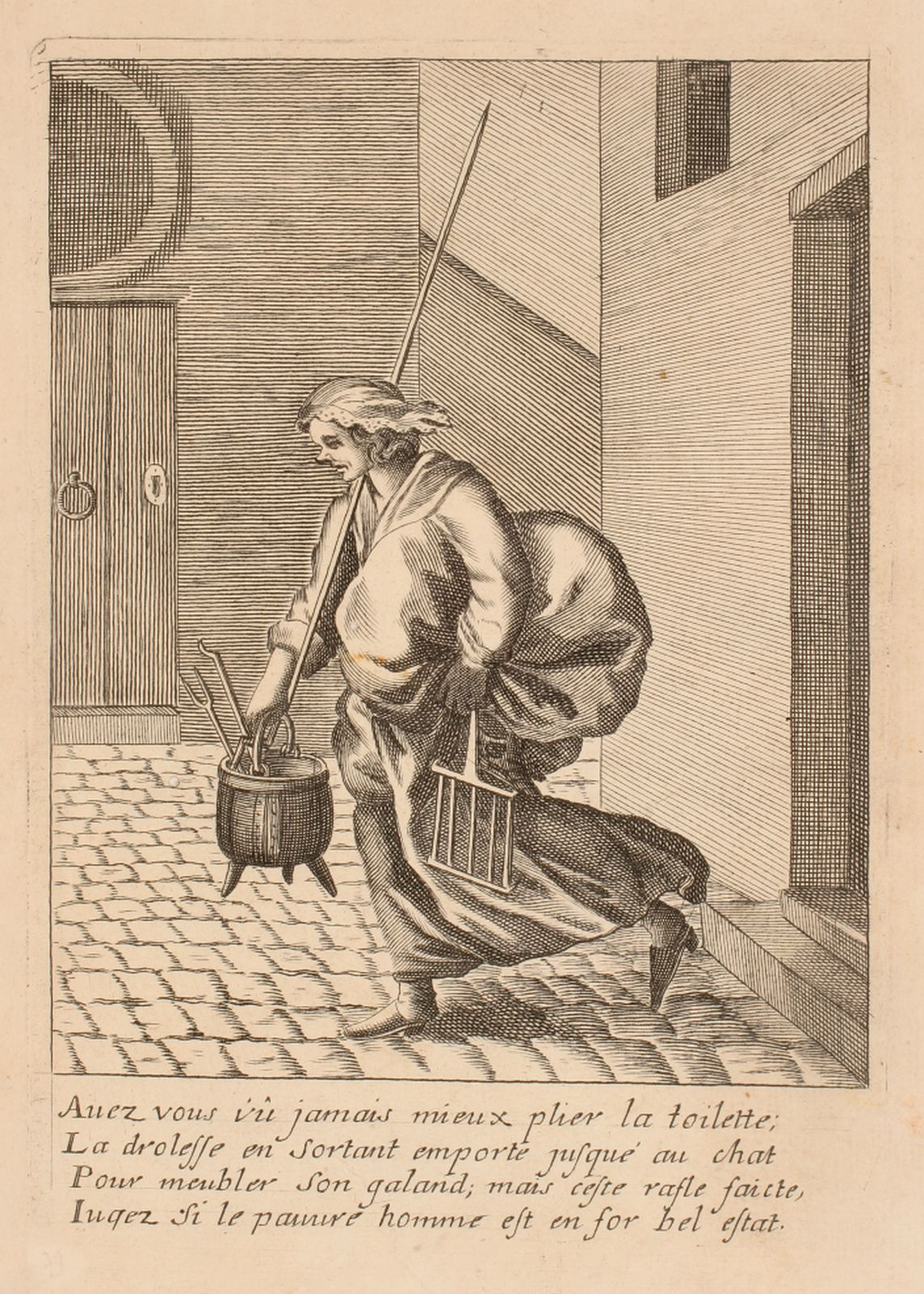
“¿Viste algo mejor sin olor?”, grabado, 20,4 x 14,1 cm, Nancy, Museo de Bellas Artes
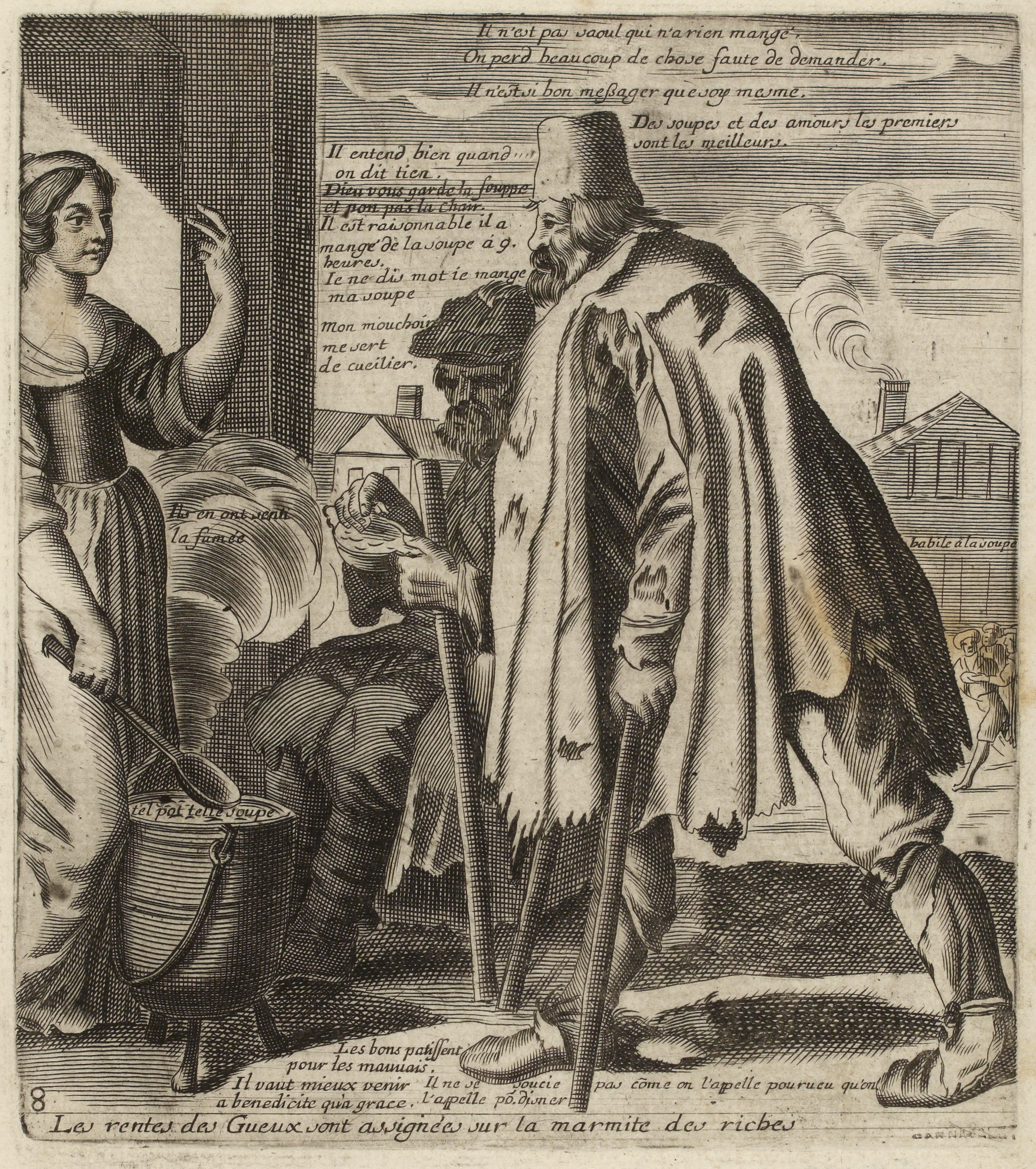
"Las rentas de los mendigos se destinan a la olla de los ricos", registró

Desde un punto de vista estilístico, los grabadores parecen haber tomado sus modelos de grabadores flamencos ( Peeter Van der Borcht, por ejemplo).

## Grabado popular en el siglo XVII
Después del período de la Fronda y de sus múltiples caricaturas con fines políticos, Luis XIV y Colbert supervisaron de cerca las profesiones del grabado para controlar los mensajes políticos que circulaban en Francia. Por lo tanto, la caricatura y otros géneros de grabados satíricos son cada vez más raros.
Jacques Lagniet es la figura más familiarizada con la grabación popular del siglo XVII.